# 加藤進 (実業家)
加藤 進（かとう すすむ、1947年5月21日 - 2012年10月30日）は、日本の実業家。第9代住友商事代表取締役社長や、同社代表取締役会長や、日本経団連審議員会副議長を務めた。

## 人物・経歴
京都府出身。大阪府立茨木高等学校を経て、1970年神戸大学経済学部卒業、住友商事入社、鋼材貿易部配属。デトロイト駐在、薄板貿易第二部副部長、薄板貿易第二部長、理事鉄鋼第二本部副本部長を経て、2000年取締役人事総務グループ長に昇格する。
2002年住友商事取締役コーポレート・コーディネーションオフィサー。2003年取締役常務執行役員コーポレート・コーディネーションオフィサー。2005年取締役専務執行役員米州総支配人、米国住友商事会社社長。2007年副社長執行役員米州総支配人、米国住友商事会社社長。
2007年から住友商事代表取締役社長を務め、ウジミナスから19億3000万ドルで ブラジル連邦共和国ミナスジェライス州の鉄鉱石鉱山の権益を取得するなどした。2011年日本経済団体連合会審議員会副議長。2012年に住友商事代表取締役会長に就任したが、同年心不全のため死去。享年65。